# Castelo Auchenskeoch
O Castelo Auchenskeoch (em língua inglesa Auchenskeoch Castle) é um castelo localizado em Dumfries and Galloway, Escócia.
O castelo foi protegido na categoria B do listed building, em 4 de novembro de 1971.